# Thom (brano musicale)
Thom è un singolo del cantante giapponese Joji, pubblicato indipendentemente l'8 ottobre 2015.

## Antefatti
Nel tardo 2015 il brano, insieme a You Suck Charlie, viene scoperto sul web e ciò spingerà Joji, conosciuto al tempo solo nel suo ruolo di youtuber "Filthy Frank", ad annunciare pubblicamente il suo malcontento su un post su Instagram. Inizialmente Joji avrebbe voluto mantenere segreto dalla sua fanbase il suo ruolo di musicista. In seguito alla scoperta di questi due brani, il 12 gennaio 2016 l'artista rese pubblico l'account di SoundCloud e YouTube.
Inizialmente i brani Thom e You Suck Charlie, come annunciato da Joji e come raffigurato sulle coverart dei due singoli, dovevano far parte di un album full-length intitolato Chloe Burbank Vol. 1. L'album non venne più pubblicato a causa del cambiamento musicale dell'artista e della successiva partnership con l'etichetta 88rising. Nonostante ciò, nelle esibizioni dal vivo durante il tardo 2017 e 2018, l'artista esegue comunque la parte finale del brano.

## Descrizione
Il brano è una delle tante sperimentazioni del produttore giapponese che, in questo caso, ha usato come campionamenti della canzone Polka Dots and Moonbeams del compositore statunitense Wes Montgomery.